# Эланджикал, Корнелий
Корнелий Эланджикал  (малаял. കൊർണേലിയൂസ് ഇലഞ്ഞിക്കൽ, 8 сентября 1918 Кодунгаллур, Британская Индия — 7 августа 2011, Эрнакулам, Индия) — католический епископ епархии Виджаяпурама (16.01.1971 — 26.01.1987), архиепископ архиепархии Вераполи.

## Биография
Изучал философию и католическую теологию в папской семинарии святого Иосифа, семинарии Сиро-малабарской церкви и Папском университете Urbiana в Риме.
18 марта 1945 года был рукоположён в сан священника, после чего продолжил изучить философию Упанишад и Каноническое право.
16 января 1971 года был назначен Римским папой Павлом VI епископом епархии Виджаяпурама. 4 апреля 1971 года был рукоположён в епископа.
19 октября 1986 года был назначен архиепископом архиепархии Вераполи. 14 июня 1996 года подал в отставку в связи с выходом на пенсию.
Конелий Эланджикал был известен своими музыкальными церковными сочинениями на языке малаялам. Создал около 500 песен. Опубликовал несколько сочинений по философии индуизма.